# Maigret e i gangsters
Maigret e i gangsters è un film del 1963 diretto da Gilles Grangier.
Il soggetto è tratto dal romanzo poliziesco Maigret, Lognon e i gangster, con Jean Gabin nel ruolo di Maigret.

## Trama
Vicino alla Gare du Nord, uno straniero viene ferito da uomini armati. Quando giunge la polizia, la vittima è scomparsa. Maigret, coadiuvato dall'ispettore Lognon scopre che questi gangster sono americani. La targa della vettura degli aggressori, identificata da un testimone, conduce Lognon a un bar di proprietà di un americano d'origine siciliana, in cui lavora una ragazza belga, Lily, la quale ha ospitato i gangster.
Maigret alla fine ha successo, dopo aver affrontato avventure pericolose per capire perché i gangster di Saint Louis (Missouri) sono a Parigi, dove si sono sbarazzati di un testimone scomodo.